# Google AI
Google AI（グーグル・エーアイ）は、Googleの人工知能（AI）部門。Google I/O 2017で発表された。

## 歴史
2017年5月17日に開催された「Google I/O 2017」にて、同社CEOのスンダー・ピチャイはGoogle.aiと呼ばれる取り組みや、「Mobile first」から「AI first」という考え方の転換を発表した。
2019年3月、Googleはアレッサンドロ・アクィスティ、ブバカール・バー、デ・カイ、ディアン・ギベンス、ジョアンナ・ブライソン、ケイ・コールズ・ジェームズ、ルチアーノ・フロリディ、ウィリアム・ジョセフ・バーンズら8名からなる先端技術外部諮問委員会（ATEAC）を設立した。しかし、ジェームズの任命に対し多数の同社従業員が反対し、委員会は設立から1ヶ月以内に廃止された。
2023年4月20日、GoogleはAI研究・開発体制の再編を発表した。AI開発を統括するジェフ・ディーンがGoogleのチーフサイエンティストに昇格した。この再編では、Google Brainと2014年にGoogleが買収した、中核研究とは別に運営されていたイギリスを拠点とする企業であるDeepMindの合併が含まれていた。
2025年2月4日、GoogleはAIやその他先端技術の使用方法を関する基本理念の見直しを発表した。2018年に発表していた基本理念にて、「全体として害を引き起こす、または引き起こす可能性のある技術」「人々に危害を加えること、または直接的に危害を助長することを主な目的とする、もしくはそのような実装がなされる兵器やそのほかの技術」、「国際的に認められた規範に違反する監視目的で情報を収集または使用する技術」「その目的が国際法や人権の広く認められた原則に反する技術」を追求しないと約束した文言を全て削除した。

## プロジェクト
- Google Vids（英語版） - AI搭載オンライン動画作成・編集ツール。
- Google アシスタント - AI搭載バーチャルアシスタント。2023年からGoogle AIが開発している。
- TensorFlow - 機械学習ソフトウェアライブラリ。
- Magenta - 機械学習でアートや音楽を作成するプロジェクト[7]。TensorFlowを使用し、ツールやモデルをオープンソースとしてGitHubにて公開[7]。
- Sycamore（英語版） - 54量子ビット搭載の量子プロセッサー[8]。
- LaMDA - 会話型大規模言語モデルのファミリー。

### 過去
- Bard（現：Gemini） - Geminiの大規模言語モデル（LLM）を使用したチャットボット。2024年2月8日以降は、Google DeepMindが開発している。
- Duet AI - テキストや画像を生成できるGoogle Workspaceの統合機能。2024年2月8日以降は、Google DeepMindが開発している。